# Čánakja
Čánakja (v sanskrtu चाणक्य) (asi 350 – 283 př. n. l.), někdy nazývaný též Kautilja nebo Višnugupta, byl indický filozof, učenec a poradce (kancléř, ministr) Čandragupty Maurjy, prvního panovníka Maurjovské říše, a jeho nástupce a syna Bindusáry. Někdy je označován za zakladatele politologie a ekonomie.

## Život
Byl bráhmanského původu a dlouhou dobu působil v Takšašíle (dnes Pákistán) jako učitel. Některé zdroje tvrdí, že byl zoroastrista. Jeho díla byla ztracena těsně před koncem Guptovské říše v 6. století a znovu byla objevena až na počátku 20. století. Čánakju považuje za autora jeho nejslavnějšího spisu Arthašástra většina indologů, ačkoli v samotném spise se autor nazývá Kautiljou. Kautilja je podle většiny indologů označení Čánakjovy gotry (neboli klanu). Existují ale autoři, kteří tvrdí, že Čánakja byl jen redaktorem knihy a pospojoval různé texty, indolog Thomas Burrow pak hájí tezi, že Čánakja a Kautilja jsou dva zcela rozdílní autoři.   

## Legendy
Krom sporých faktů o Čánakjově životě existují již jen četné legendy, s až pohádkovými motivy. Buddhistická kronika Mahāvaṃsa jich zaznamenává celou řadu. Jedna například tvrdí, že Čánakja se narodil s tesáky, které si později sám odlomil, čímž děsil okolí, a i jinak byl nápadně ošklivý. Jednoho dne král Dhana Nanda prý uspořádal obřad rozdávání almužen pro bráhmany. Přišel i Čánakja, král byl však tak znechucený jeho vzhledem, že ho nechal ze slavnosti vykázat. Čánakja v hněvu krále proklel, načež byl zatčen. Spřátelil se však s královým synem Pabbatou. S jeho pomocí uprchl do lesů, kde si za pomoci tajné techniky vyrobil 800 milionů zlatých (kahapanas) a začal hledat pro svou zem pravého krále. Jednoho dne viděl skupinu dětí, které si hrály. Jako král jim předsedal mladý chlapec, ostatní byly jeho vazaly, ministři nebo lupiči. „Lupiči“ byli předvedeni před krále, který nařídil jim odříznout jejich končetiny. Když se tak stalo, zázračně jim končetiny znovu připojil k tělu. Čánakja tím byl ohromen a pochopil, že toto je skutečný král. Chlapce oslovil a zjistil, že je to Čandragupta, že má královský původ, ale jeho otec byl zavražděn a matka ho opustila, takže ho vychoval lovec. Čánakja vyplatil nevlastnímu otci 1000 zlatých a vzal Čandraguptu k sobě do „učení“, aby z něj vychoval dokonalého krále. 
Legenda dále praví, že Čánakja váhal, zda tím správným králem by nemohl být i princ Pabbata, který mu kdysi pomohl utéct. Cvičil tedy oba chlapce spolu a poměřoval jejich zdatnost. Čandragupta nakonec zvítězil díky zvláštní soutěži. /kolem chlapců bylo získat ve spánku vlas toho druhého tak, aby vlas nezlomili a ani druhého hocha nevzbudili. Pabbatovi se to nepovedlo, Čandraguptu při pokusu utrhnout mu ve spánku vlas vzbudil. Druhý den se o to samé pokoušel Čandragupta. Vzal meč a Pabbatovi usekl hlavu. Tím získal jeho vlasy a nevzbudil ho. V Čánakjových očích tím naprosto obstál... Pak již Čánakja vykopal své zlaťáky a spolu s Čandraguptou sestavili vojsko, s jehož pomocí zaútočili na královský palác. Brzy dobyli celé království.  
Čánakja pak stál králi dále po boku a pomáhal mu, například tím, že mu míchal do jídla malé dávky jedu, aby ho učinil imunním proti eventuálnímu pokusu o otravu. Jednou však přiotrávené jídlo omylem snědla Čandraguptova těhotná manželka. Čánakja pochopil, že je odepsaná, neváhal, usekl jí hlavu a z těla vyřízl plod, který pak strčil do čerstvě zabité kozy jako do jakéhosi "inkubátoru". Po sedmi dnech z kozy dítě vyndal. Byl to králův syn Bindusára. Bindu znamená „kapka“ a jméno bylo vybráno proto, že po vyjmutí z kozy měl na sobě kapky kozí krve.   

## Dílo
Čánakja je dle tradice autorem čtyř spisů: Arthašástra, což je jedno z vůbec nejstarších děl, které pojednává o správě a uspořádání státu, Nítišástra, sbírka moudrých rčení pocházejících z různých tradičních zdrojů (340 výroků v sedmnácti kapitolách), Čánakjaníti (též zvaná Rádžaníti, delší verze Nítišástry), a Nítisútra (573 súter v osmi kapitolách). 

### Arthašástra
Jeho Arthašástra je velmi často srovnávána s Machiavelliho Vladařem, v otázkách války pak s Clausewitzovým dílem O válce.
Ideální král, král-mudrc (rádža-riši), se umí dle Chánakji ovládat, nepodléhá pokušení smyslů, neustále se učí a kultivuje, vyhýbá se falešným a lichotivým poradcům, obklopuje se uznávanými staršími, podporuje bezpečnost a blahobyt svého lidu, dává přednost nenásilí, žije jednoduchý život, vyhýbá se škodlivým lidem nebo činnostem, nevyužívá svou moc k tomu, aby se zmocnil manželky někoho jiného, nebo cizího majetku. Největšími nepřáteli krále nejsou jiní králové, ale chtíč, hněv, chamtivost, domýšlivost, arogance a bláznovství, říká Chánakja. Král-mudrc získává loajalitu svého lidu ne tím, že je králem, ale tím, že je spravedlivý.  
Král by si měl vybírat své ministry a vysoké úředníky na základě schopnosti, kterou prokázali ve své minulé práci. Dobrý státní úředník má být dle Chánakji dobře vyškolený, musí mít předvídavost, dobrou paměť, odvahu, nadšení, odbornost, schopnost mluvit, musí mít znalosti praktické i teoretické, dobré zdraví, laskavost, nesmí být lstivý, nenávistný, nepřátelský a nesmí podléhat hněvu. Ti, kterým některá z těchto vlastností chybí, se mají stát úředníky nižšími a být pod dohledem těch vyšších. Kvalita úředníků musí být neustále prověřována a testována. Král by si měl také pořídit jednoho poradce pro věci duchovní, tedy znalce Véd.
Mnozí upozornili, jak blízko moderní evropské soudní tradici jsou Chánakjova doporučení v oblasti práva. Rozlišuje zločiny spadající pod zákony trestní a ty, které spadají pod zákony občanské. Ty první má u soudu žalovat stát, neboť v jistém smyslu jsou útokem na všechny občany státu. V těch druhých má být žalobcem poškozená strana. Co se týče manželství, dívka by měla mít právo podle Chánakji vdát se za jakéhokoli muže, kterého si přeje, pokud uplynula doba tří let od první menstruace, a pokud se dívka zřekne věna. Pokud se provdá za muže, kterého jí našel otec, má na věno nárok. Celkem Chánakja rozlišuje osm druhů či stupňů manželství, které se liší zejména mírou ženiny svobody a jejího nároku na majetek rodičů.
Pozoruhodné jsou pasáže o špionáži. Čánakja doporučuje, že nejlepším způsobem, jak podkopat vládu v nepřátelském státě, je vyslat tam jako agenty krásné ženy, které svedou mocné a bohaté muže, a pak je vymění za jiné mocné a bohaté muže, čímž mezi elitou cizího státu vyvolají rivalitu, nevraživost a žárlivost. Špioni by měli být vyškoleni v herectví a převlecích. Ideálními špiony jsou dle Chánakji asketové, poustevníci, žebráci, kuchaři, obchodníci, lékaři, astrologové, klauni nebo tanečnice. Rozumný stát, uvádí Chánakja, musí předpokládat, že jeho nepřátelé špehují na jeho území a šíří propagandu, a proto musí trénovat a odměňovat dvojité agenty, aby získal představu o takových nepřátelských zpravodajských operacích. Úkolem tajné služby by mělo být též testovat integritu vládních úředníků, rozkrývat kartely obchodníků, sledovat, zda sousední království nepřipravují válku, hlídat špionážní a propagandistické akce nepřátelských států, destabilizovat nepřátelské státy a zbavovat krále problémových mocných osob, které by bylo nebezpečně odstranit otevřeně.
Co se týče válek, král má vždy zvažovat výhody války a míru. Jsou-li výhody stejné, má dát přednost míru. Ve většině situací je mír výhodnější, soudí Chánakja. Když už ale válka vypukne, všechny prostředky jsou povoleny, včetně atentátu na nepřátelské vůdce, zasetí sváru ve vedení nepřátelského státu, hlásání pověr a propagandy k posílení morálky vlastních vojáků nebo naopak k demoralizování nepřátel apod. Po vítězství ve válce je výhodné humánně zacházet s poraženými vojáky a novými poddanými.
V ekonomice Chánakja doporučuje, aby vedle sebe existovaly podniky státní i soukromé, a aby pro ně existovala stejná pravidla. Je dobré, když si soukromé a státní podniky konkurují v zemědělství, chovu zvířat, lesnictví, těžbě, výrobě a obchodu. Někde má ale stát právo na monopol. Doly mají být vlastněny státem, ale pronajímány soukromým osobám. Soukromé podniky mají odvádět daně. Daň by měla být „snadno zaplatitelná, snadno vypočítatelná, nenákladná na správu, spravedlivá a nesmí brzdit růst“. Daně by měly být vybírány pouze z rozvinuté ekonomické činnosti, a ne když podnikatel teprve začíná. Daň na soukromých zemědělských pozemcích má mít dle Chánakji sazbu 16,67 %, ale má být odpouštěna v případě hladomoru. Daň u průmyslníků a obchodníků se má pohybovat v rozmezí 10–25 %. Daně mají být placeny v naturáliích, prací nebo v hotovosti. Úředníci království musí chránit spotřebitele. Na zboží z ciziny má stát právo uvalit clo.   